# Kärleksstenen
Kärleksstenen är en klippa i Finland.   Den ligger i den ekonomiska regionen  Jakobstadsregionen  och landskapet Österbotten, i den centrala delen av landet, 400 km norr om huvudstaden Helsingfors. Kärleksstenen ligger 24 meter över havet.
Terrängen runt Kärleksstenen är mycket platt. Runt Kärleksstenen är det glesbefolkat, med 9 invånare per kvadratkilometer. Närmaste större samhälle är Nykarleby, 1,5 km väster om Kärleksstenen. I omgivningarna runt Kärleksstenen växer i huvudsak blandskog.